# Los Pacheco
Los Pacheco är en ort i Mexiko.   Den ligger i kommunen Badiraguato och delstaten Sinaloa, i den västra delen av landet, 1 100 km nordväst om huvudstaden Mexico City. Los Pacheco ligger 1 086 meter över havet och antalet invånare är 139.
Terrängen runt Los Pacheco är kuperad åt sydost, men åt nordväst är den bergig. Runt Los Pacheco är det mycket glesbefolkat, med 6 invånare per kvadratkilometer. Närmaste större samhälle är Batacomito, 19,3 km sydväst om Los Pacheco. I omgivningarna runt Los Pacheco växer huvudsakligen savannskog.